# Jardín de altura de la cumbre Chitelet
El Jardín de altura de la cumbre Chitelet en francés: Jardin d'Altitude du Haut Chitelet es un jardín botánico especializado en plantas alpinas, de 1,5 hectáreas de extensión, que se encuentra en la comunidad de Xonrupt-Longemer, distrito de Saint-Dié-des-Vosges y cantón de Gérardmer, Francia.
Está administrado por el Conservatorio y Jardines Botánicos de Nancy.« Conservatoire et jardins botaniques de Nancy (CJBN)».
Este jardín botánico es miembro de la prestigiosa « Jardins botaniques de France et des pays francophones ».
Es miembro del BGCI y presenta trabajos para la Agenda Internacional para la Conservación en los Jardines Botánicos.
El código de identificación del Jardin d'Altitude du Haut Chitelet como  miembro del "Botanic Gardens Conservation Internacional" (BGCI), así como las siglas de su herbario es NCY.
Está categorizado por el Ministerio de Cultura de Francia como « Jardín notable» («  Jardin Remarquable ») (1970).

## Localización
Está situado en el borde de la carretera de los Picos (Sud du col de la Schlucht), en el centro del macizo de los Vosgos, en la región de Lorena, departamento de Vosgos, en el distrito de Saint-Dié-des-Vosges y cantón de Gérardmer, Francia.
Planos y vistas satelitales.48°3′5″N 7°0′42″E / 48.05139, 7.01167
- Altitud: 1228 m s. n. m.;
- Días lluviosos: Promedio de 200 días de precipitaciones al año;
- Nieve: 162 días de cobertura de nieve;
- Promedio Anual de Precipitaciones: 2 200 mm,
- Temperatura media: 3,5 °C.

## Historia
Creado en 1966, unos diez años más tarde, en 1976, pasa a ser administrado por el Conservatorio y Jardines Botánicos de Nancy.
En 1990 se realizan importantes inversiones en Chitelet, entre otras, la construcción de dos edificios para la recepción del público y los alojamientos del personal.

## Colecciones
Es uno de los jardines más ricos en plantas alpinas de Francia con unas 2.500 especies, se consagra exclusivamente al cultivo de estas plantas, originarias de las distintas regiones montañosas de Francia (Alpes, el Jura, Pirineos) y del mundo: Norteamérica, Europa (Cárpatos, Balcanes, el Cáucaso), Asia (China, Japón, Himalayas), etc
Se reserva un lugar preferente a la flora de los "Altos Vosgos", cuyo conocimiento puede completarse con la visita al interesante ecosistema que rodean el jardín (bosques de altura, turberas, prados alpinos…).
Algunos especímenes cultivados en el "Jardin d'Altitude du Haut Chitelet".

Especímenes
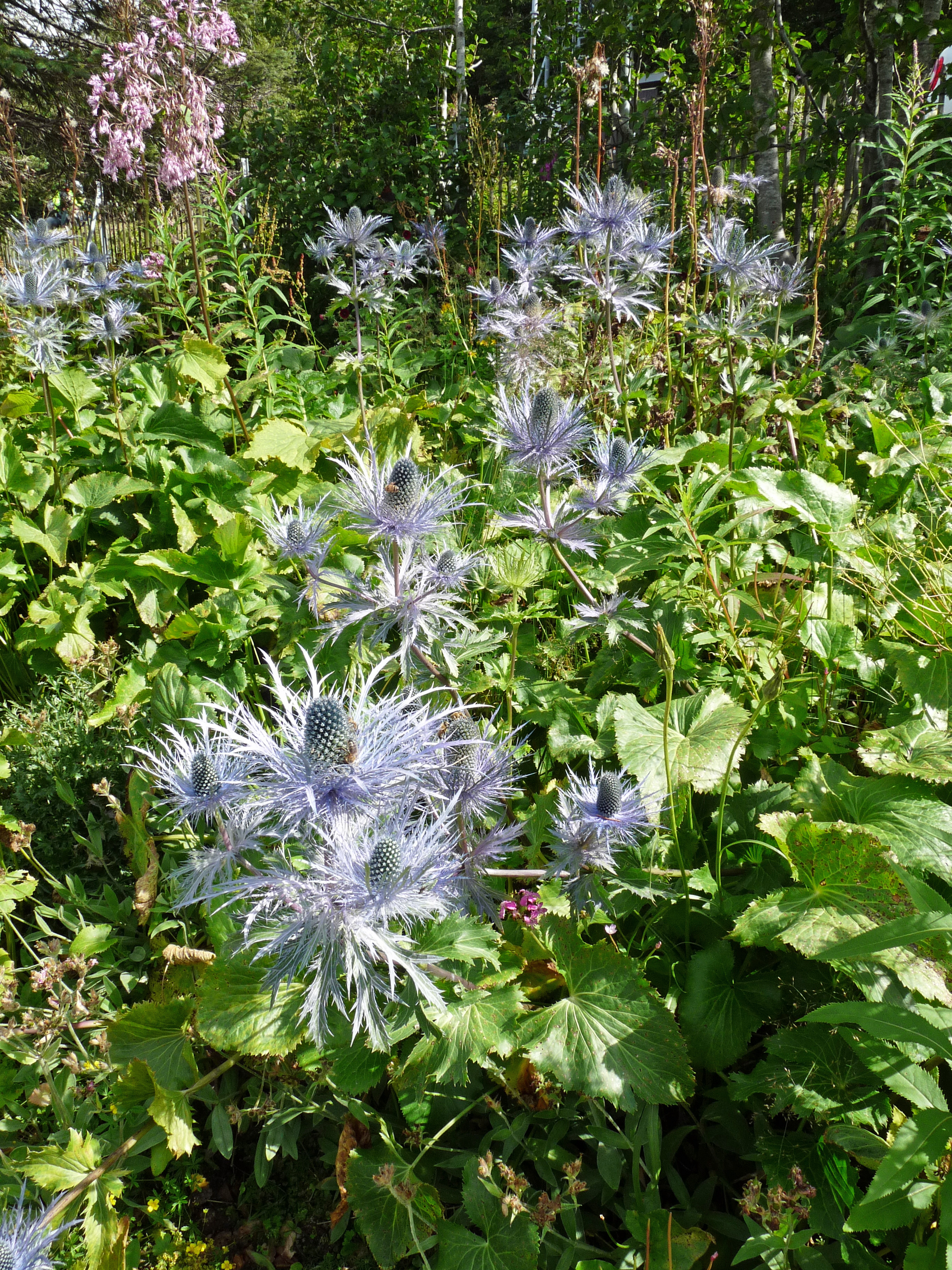
Eryngium alpinum
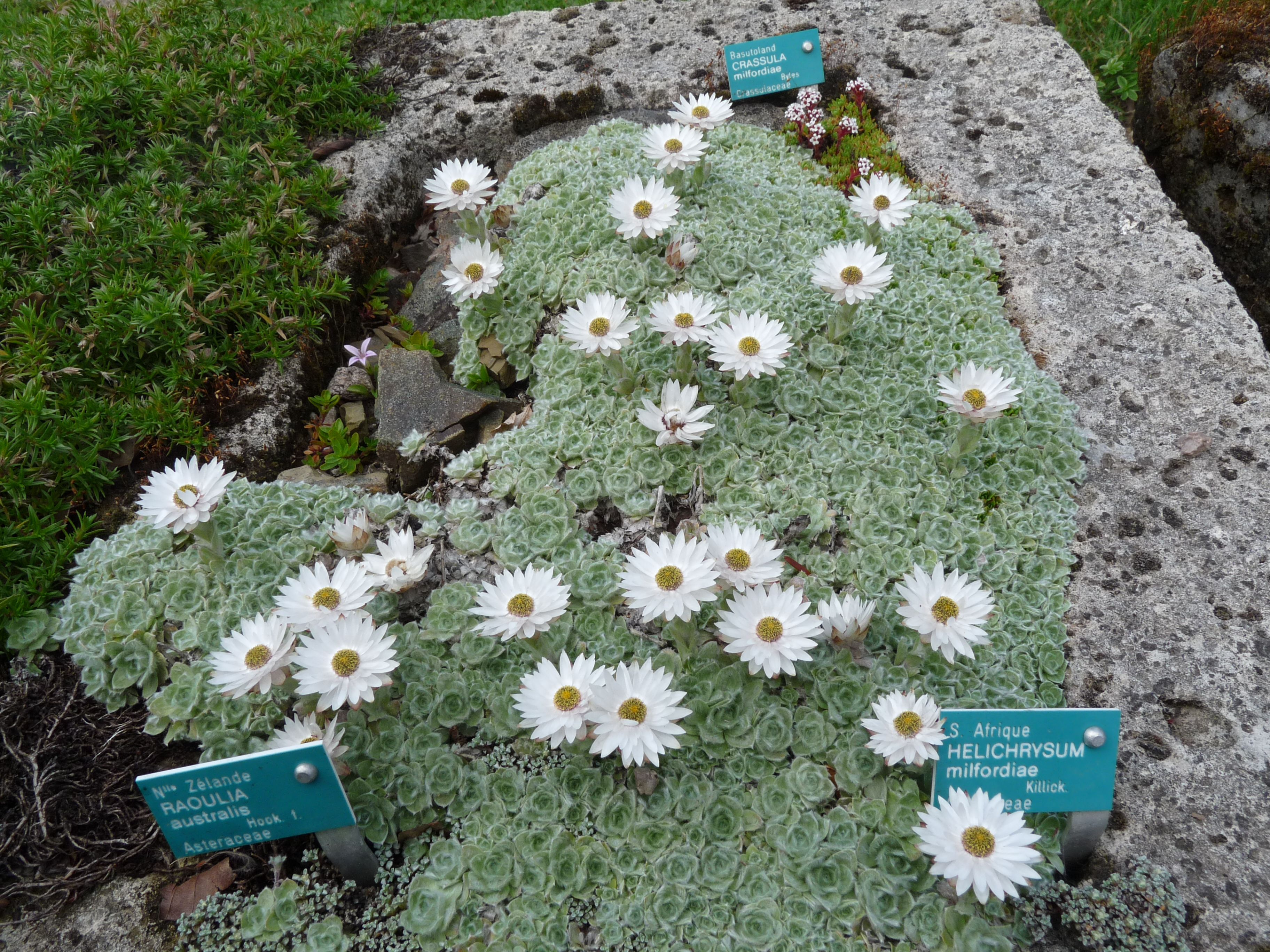
Helichrysum milfordiae
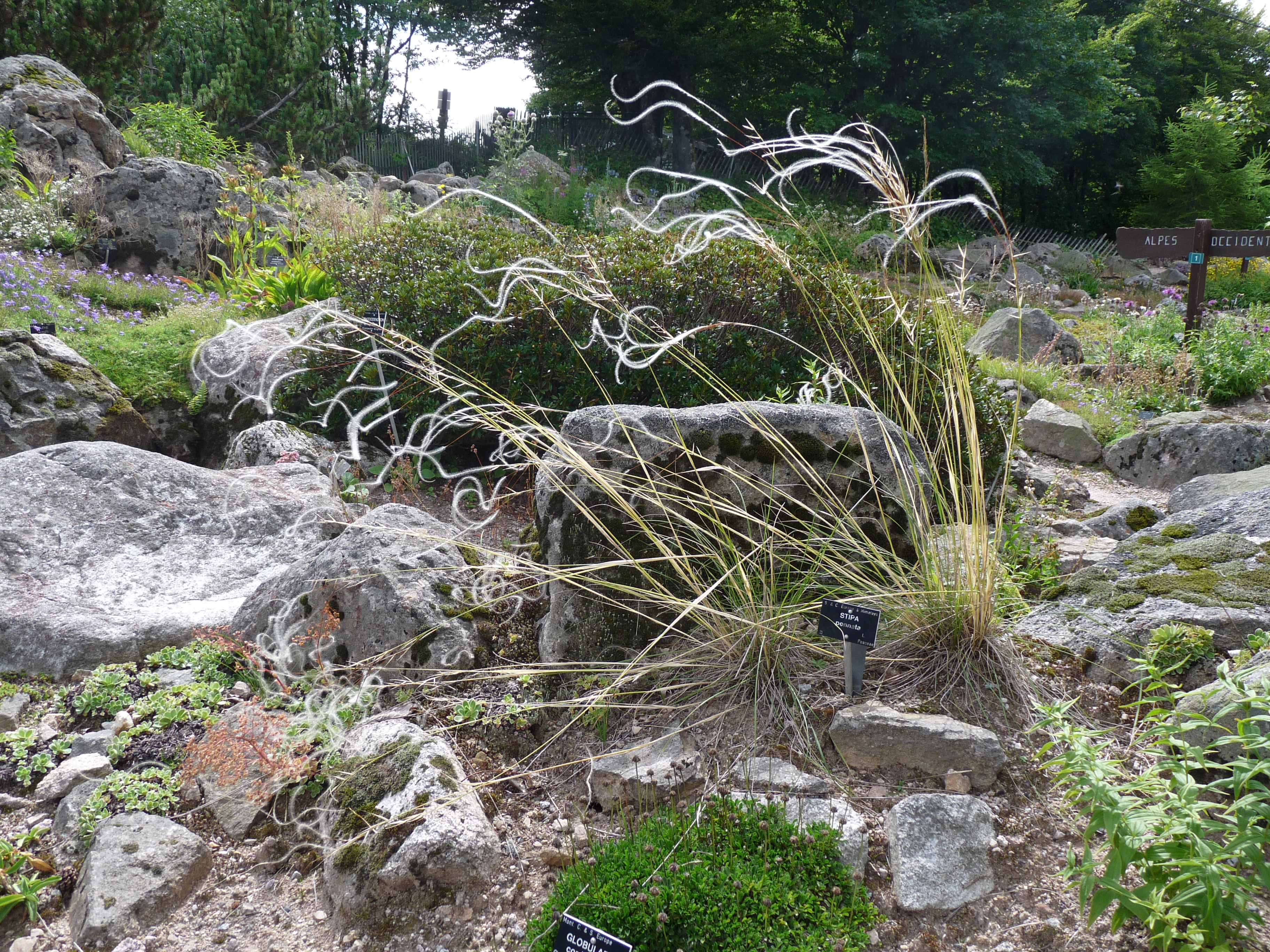
Stipa pennata
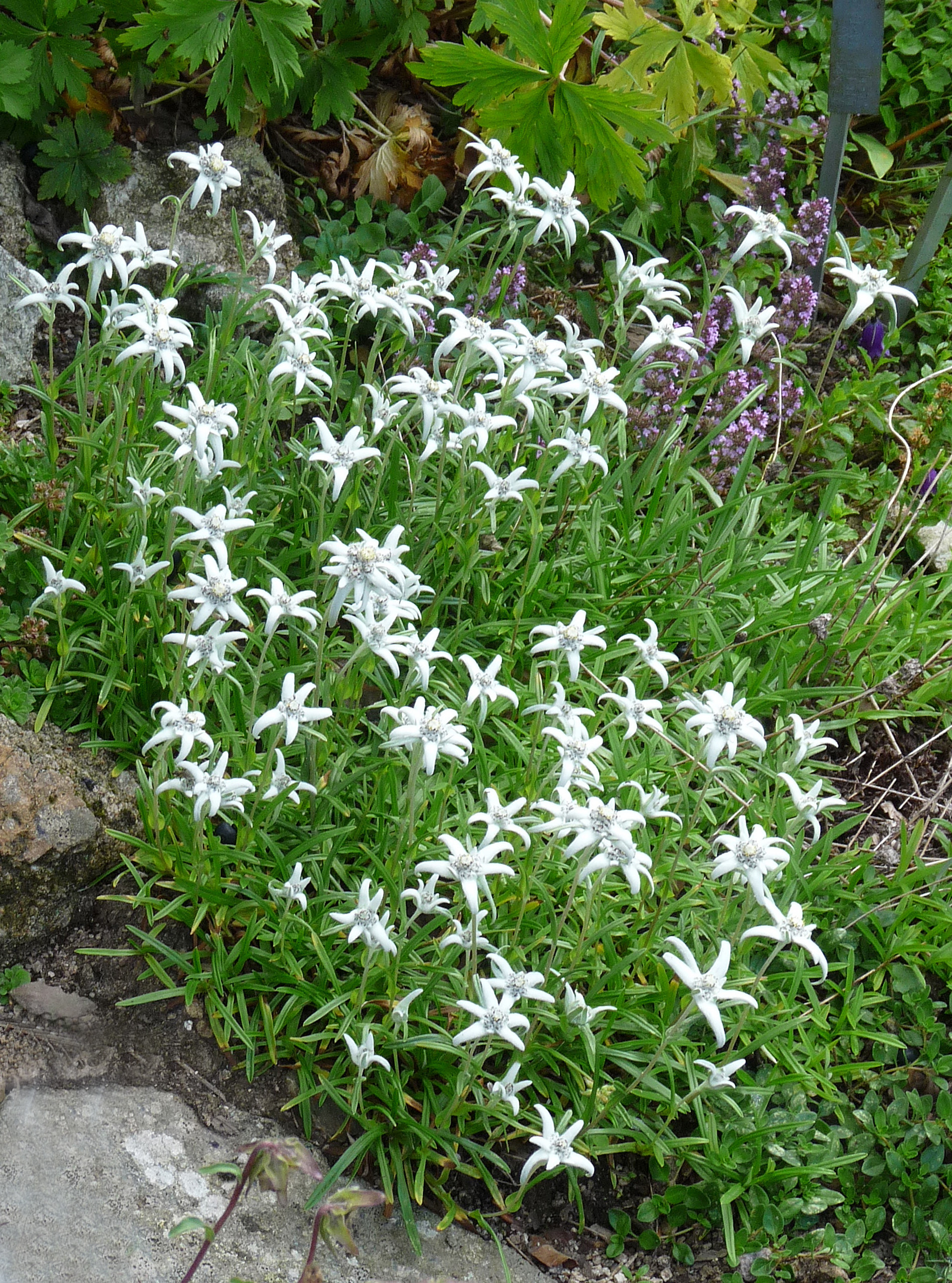
Leontopodium stracheyi (« edelweiss de los Himalayas »)